# Пасеки (Сумская область)
Пасеки (укр. Пасіки) — село,
Олешнянский сельский совет,
Ахтырский район,
Сумская область,
Украина.
Код КОАТУУ — 5920386306. Население по переписи 2001 года составляет 15 человек .

## Географическое положение
Село Пасеки находится на правом берегу реки Олешня,
выше по течению примыкает село Новое,
ниже по течению на расстоянии в 1 км расположено село Старая Ивановка.